# József Csermely
József Csermely (* 3. Januar 1945 in Kunhegyes, Komitat Jász-Nagykun-Szolnok) ist ein ehemaliger ungarischer Ruderer.
1967 siegte bei den Europameisterschaften in Vichy der Vierer ohne Steuermann aus der DDR vor dem Boot aus Ungarn mit László Lucsánszky, József Csermely, György Sarlós und Csaba Czakó. 
Bei den Olympischen Spielen 1968 gewann der ungarische Vierer ohne Steuermann mit Zoltán Melis, György Sarlós, József Csermely und Antal Melis den zweiten Vorlauf mit über acht Sekunden Vorsprung auf den italienischen Vierer. Im Finale siegte der DDR-Vierer in der gleichen Besetzung wie 1967, der auch den ersten Vorlauf gewonnen hatte, mit zweieinhalb Sekunden Vorsprung vor den Ungarn, die Italiener erhielten die Bronzemedaille. Im Jahr darauf trat der ungarische Vierer bei den Europameisterschaften 1969 in der gleichen Besetzung wie 1968 an, es siegte der sowjetische Vierer vor den Ungarn und dem Vierer aus der DDR. 
Bei den Europameisterschaften 1971 belegte József Csermely mit dem ungarischen Achter den vierten Platz. Nachdem er bei den Olympischen Spielen 1972 mit dem Vierer ohne Steuermann im Hoffnungslauf ausgeschieden war, erreichte József Csermely mit dem ungarischen Achter bei den Europameisterschaften 1973 noch einmal den vierten Rang.
József Csermely startete für den Verein Csepel SC aus Budapest.